# FLAPW法
FLAPW（英: Full-potential LAPW、FP-LAPW）は、フルポテンシャル化されたLAPW法のこと。全電子計算手法の中では、最も精度の高い結果を与えるバンド計算手法であるが、その分、必要な計算量も非常に多くなるのが難点。